# Astragalus albicans
Astragalus albicans es una  especie de planta herbácea perteneciente a la familia de las leguminosas. Se encuentra en Asia.

## Descripción
Es una planta herbácea que alcanza un tamaño de 18-30 (-40) cm de altura, con pelos blancos. Varios tallos, de 10-20 (-32) cm, densamente cubierto de pelos. Las hojas de 6-7 (-11) cm; con estípulas de 3-5 mm. Las inflorescencias en forma de racimos de 2 a 2,5 cm, con 6-10 flores; con pedúnculo de 1,5-6 cm. Los pétalos de color púrpura.

## Distribución
Se distribuye por Xinjiang, Kazajistán y Mongolia.

## Taxonomía
Astragalus albicans fue descrita por August Gustav Heinrich von Bongard y publicado en Verzeichniss der im Jahre 1838 am Saisang-nor und am Irtysch Gesammelten Pflanzen 21, pl. 2. 1841.
Etimología
Astragalus: nombre genérico derivado del griego clásico άστράγαλος y luego del Latín astrăgălus aplicado ya en la antigüedad, entre otras cosas, a algunas plantas de la familia Fabaceae, debido a la forma cúbica de sus semillas parecidas a un hueso del pie.
albicans: epíteto latino que significa "blanquecino".